# THE IDOLM@STER SHINY COLORS COLORFUL FE@THERS
『THE IDOLM@STER SHINY COLORS COLORFUL FE@THERS』（アイドルマスター シャイニーカラーズ カラフルフェザーズ）は、2021年1月20日からランティスよりリリースされているキャラクターソングCDシリーズ。

## 概要
「アイドルマスター シャイニーカラーズ」のキャラクターソングCDシリーズ第4弾。これまでのシリーズとは異なり、作中に登場するアイドルのソロ曲を収録したアルバムとなっている。

## -Stella-
2021年1月20日発売。櫻木真乃、月岡恋鐘、小宮果穂、園田智代子、大崎甘奈、芹沢あさひ、樋口円香が参加。
収録曲
1. プラニスフィア 〜planisphere〜
歌：Team.Stella
作詞：松井洋平、作曲：ArmySlick・Giz'Mo（from Jam9）、編曲：山口朗彦
2. ありったけの輝きで
歌：櫻木真乃（関根瞳）
作詞：こだまさおり、作曲・編曲：羊
3. 星をめざして
歌：芹沢あさひ（田中有紀）
作詞：下地悠、作曲・編曲：三好啓太
4. 夢見鳥
歌：樋口円香（土屋李央）
作詞：秋浦智裕（onetrap）、作曲：家原正樹・Jam9、編曲：家原正樹
5. アポイント・シグナル
歌：月岡恋鐘（礒部花凜）
作詞：真崎エリカ、作曲・編曲：本田正樹（Dream Monster）
6. チョコデート・サンデー
歌：園田智代子（白石晴香）
作詞：児玉雨子、作曲・編曲：中野領太（onetrap）
7. Sweet Memories
歌：大崎甘奈（黒木ほの香）
作詞：鈴木静那、作曲・編曲：h-wonder
8. ハナマルバッジ
歌：小宮果穂（河野ひより）
作詞：古屋真、作曲：小久保祐希・YUU for YOU、編曲：YUU for YOU

## -Luna-
2021年2月17日発売。風野灯織、田中摩美々、三峰結華、幽谷霧子、杜野凛世、大崎甜花、和泉愛依、福丸小糸が参加。
なお、2023年3月8日以降にサブスクリプション型サービスにて配信される「リフレクトサイン」「プラスチック・アンブレラ」に関しては、後述のインスト盤「OFF VOCAL COLLECTION 02」に収録されているバージョンに差し替えられている（三峰結華役が希水しおに変更されているバージョン）。
収録曲
1. リフレクトサイン
歌：Team.Luna
作詞：真崎エリカ、作曲：家原正樹・Lauren Kaori、編曲：家原正樹
2. 誰ソ彼アイデンティティー
歌：田中摩美々（菅沼千紗）
作詞：松井洋平、作曲・編曲：高尾奏之介（F.M.F）
3. わたしの主人公はわたしだから！
歌：福丸小糸（田嶌紗蘭）
作詞：秋浦智裕（onetrap）、作曲：本多友紀（Arte Refact）、編曲：矢鴇つかさ（Arte Refact）
4. また明日
歌：大崎甜花（前川涼子）
作詞：鈴木静那、作曲・編曲：JUVENILE
5. 常咲の庭
歌：杜野凛世（丸岡和佳奈）
作詞：古屋真、作曲・編曲：田熊知存（Dream Monster）
6. プラスチック・アンブレラ
歌：三峰結華（成海瑠奈）
作詞：児玉雨子、作曲：矢吹香那、編曲：前口ワタル
7. Going my way
歌：和泉愛依（北原沙弥香）
作詞：下地悠、作曲：渡辺徹、編曲：日比野裕史
8. 雪・月・風・花
歌：幽谷霧子（結名美月）
作詞：真崎エリカ、作曲・編曲：rionos
9. スローモーション
歌：風野灯織（近藤玲奈）
作詞：中村彼方、作曲：岩越涼大、編曲：三好啓太

## -Sol-
2021年3月10日発売。八宮めぐる、白瀬咲耶、西城樹里、有栖川夏葉、桑山千雪、黛冬優子、浅倉透、市川雛菜が参加。
収録曲
1. 千夜アリア
歌：白瀬咲耶（八巻アンナ）
作詞：真崎エリカ、作曲・編曲：藤井健太郎（HANO）・谷ナオキ（HANO）
2. Damascus Cocktail
歌：有栖川夏葉（涼本あきほ）
作詞：古屋真、作曲・編曲：陶山隼
3. Darling you!
歌：桑山千雪（芝崎典子）
作詞：鈴木静那、作曲・編曲：南直博
4. あおぞらサイダー
歌：市川雛菜（岡咲美保）
作詞：秋浦智裕（onetrap）、作曲：小久保祐希・YUU for YOU、編曲：YUU for YOU
5. SOS
歌：黛冬優子（幸村恵理）
作詞：下地悠、作曲・編曲：睦月周平
6. 過純性ブリーチ
歌：西城樹里（永井真里子）
作詞：古屋真、作曲・編曲：大西克巳
7. HAREBARE!!
歌：八宮めぐる（峯田茉優）
作詞：渡邊亜希子、作曲・編曲：大西克巳
8. statice
歌：浅倉透（和久井優）
作詞：秋浦智裕（onetrap）、作曲：家原正樹・Jam9、編曲：家原正樹
9. SOLAR WAY
歌：Team.Sol
作詞：古屋真、作曲・編曲：板垣祐介

## -SHHis-
2023年7月26日発売。上述の3枚の後に参加したユニット、シーズのメンバーである七草にちかと緋田美琴のソロ曲とOff Vocalを収録。
収録曲
1. フェアリー・ガール
歌：七草にちか（紫月杏朱彩）
作詞：深川琴美、作曲：佐藤樹、編曲：川崎智也
2. Look up to the sky
歌：緋田美琴（山根綺）
作詞：Co-sho、作曲：Stand Alone・小久保祐希・Karen Yamaguchi、編曲：Stand Alone
3. フェアリー・ガール (Off Vocal)
4. Look up to the sky (Off Vocal)

## -CoMETIK-
2024年12月4日発売。上CDのさらに後に参加したユニット、コメティックのメンバーである斑鳩ルカ、鈴木羽那、郁田はるきのソロ曲とOff Vocalを収録。「神様は死んだ、って」は、2021年12月20日に配信限定でリリースされた楽曲で、今回が初パッケージ化となる。
収録曲
1. 神様は死んだ、って （2024 Remastering Ver.）
歌：斑鳩ルカ（川口莉奈）
作詞：烏屋茶房、作曲・編曲：水野谷怜（Arte Refact）
2. 無垢
歌：鈴木羽那（三川華月）
作詞：園田健太郎、作曲・編曲：ねりきり（KEYTONE）
3. 夢模様キャンバス
歌：郁田はるき（小澤麗那）
作詞・作曲：出口遼、編曲：出口遼・雪乃イト
4. 神様は死んだ、って （2024 Remastering Ver.） (Off Vocal)
5. 無垢 (Off Vocal)
6. 夢模様キャンバス (Off Vocal)

## インスト盤
THE IDOLM@STER SHINY COLORS OFF VOCAL COLLECTION 02
2022年12月7日発売。本シリーズに収録された全26曲のオフボーカル版に加え、三峰結華の音源を希水しおの物に差し替えた「プラスチック・アンブレラ」「リフレクトサイン」が収録されている。

## ソロ・リミックス盤
各CDに収録されたユニット曲のソロ・リミックスを収録したCD。2023年7月22・23日開催の『THE IDOLM@STER SHINY COLORS SOLO PERFORMANCE LIVE 我が儘なまま』の会場限定販売。
THE IDOLM@STER SHINY COLORS SOLO COLLECTION -SOLO PERFORMANCE LIVE 我が儘なまま Stella-
「プラニスフィア ～planisphere～」のソロ・リミックスを収録。
THE IDOLM@STER SHINY COLORS SOLO COLLECTION -SOLO PERFORMANCE LIVE 我が儘なまま Luna-
「リフレクトサイン」のソロ・リミックスを収録。
THE IDOLM@STER SHINY COLORS SOLO COLLECTION -SOLO PERFORMANCE LIVE 我が儘なまま Sol-
「SOLAR WAY」のソロ・リミックスを収録。

### ユニットメンバー
1. 1 2  櫻木真乃（関根瞳）、月岡恋鐘（礒部花凜）、小宮果穂（河野ひより）、園田智代子（白石晴香）、大崎甘奈（黒木ほの香）、芹沢あさひ（田中有紀）、樋口円香（土屋李央）
2. 1 2  風野灯織（近藤玲奈）、田中摩美々（菅沼千紗）、三峰結華（成海瑠奈）、幽谷霧子（結名美月）、杜野凛世（丸岡和佳奈）、大崎甜花（前川涼子）、和泉愛依（北原沙弥香）、福丸小糸（田嶌紗蘭）
3. 1 2  八宮めぐる（峯田茉優）、白瀬咲耶（八巻アンナ）、西城樹里（永井真里子）、有栖川夏葉（涼本あきほ）、桑山千雪（芝崎典子）、黛冬優子（幸村恵理）、浅倉透（和久井優）、市川雛菜（岡咲美保）
4. 1 2  七草にちか（紫月杏朱彩）、緋田美琴（山根綺）
5. 1 2  斑鳩ルカ（川口莉奈）、鈴木羽那（三川華月）、郁田はるき（小澤麗那）